# 博凡
博凡（法語：Beaufin，法語發音：[bofɛ̃]）是法国伊泽尔省的一个市镇，位于该省东南部，属于格勒诺布尔区。

## 地理
博凡（44°47'16"N, 5°57'36"E）面积6.36 平方千米，位于法国奥弗涅-罗讷-阿尔卑斯大区伊泽尔省，该省份为法国东南部内陆省份，北起顺时针与安省、萨瓦省、上阿尔卑斯省、德龙省、阿尔代什省、卢瓦尔省和罗讷省。
与博凡接壤的市镇（或旧市镇、城区）包括：阿斯普尔莱科尔、勒格莱济勒、圣菲尔曼、昂贝勒、科尔、莫内斯捷当贝勒。

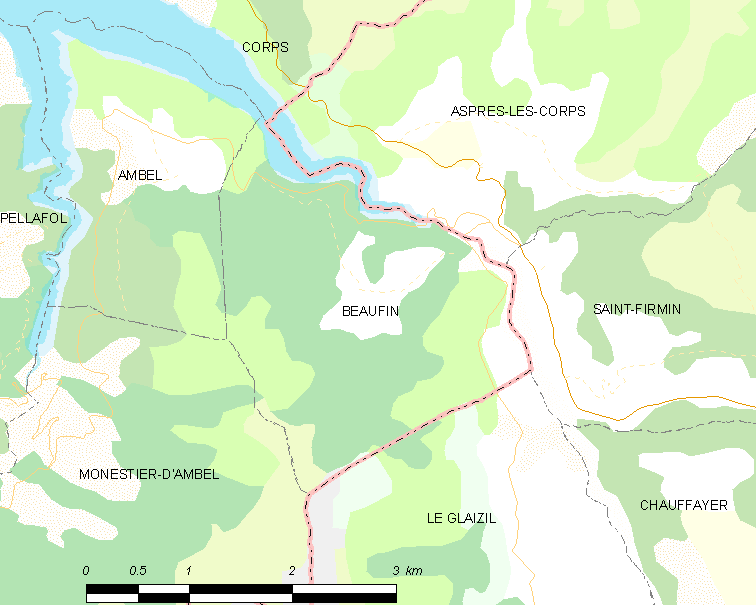
博凡的OSM定位图

博凡的时区为UTC+01:00、UTC+02:00（夏令时）。

## 行政
博凡的邮政编码为38970，INSEE市镇编码为38031。

## 政治
博凡所属的省级选区为马泰西讷-特列沃县。

## 人口

1962-2008年间博凡人口变化图示

博凡于2022年1月1日时的人口数量为20人。